# Zlateče pri Šentjurju
Zlateče pri Šentjurju je naselje u slovenskoj Općini Šentjuru. Zlateče pri Šentjurju se nalazi u pokrajini Štajerskoj i statističkoj regiji Savinjskoj. 

## Stanovništvo
Prema popisu stanovništva iz 2002. godine naselje je imalo 107 stanovnika.